# Thomson Chan Tam-Sun
Tam-Sun Thomson Chan (陳譚新T, Jyutping: can4 taam4 san1; Hong Kong, 8 maggio 1941) è un ex arbitro di calcio hongkonghese.
Durante i mondiali in Spagna del 1982 ha arbitrato un incontro (tra Honduras e Irlanda del Nord, nella prima fase a gruppi), ed in altri tre è stato guardalinee (Scozia-Nuova Zelanda e Brasile-Scozia nella prima fase a gironi, e Italia-Brasile 3-2 nella seconda fase a gironi).
In precedenza, a livello internazionale aveva arbitrato due incontri anche in occasione del Campionato mondiale di calcio Under-20 1979, uno nella fase a gironi (fra Ungheria e Guinea) e la finale per il terzo posto vinta ai rigori dall'Uruguay sulla Polonia.